# Britto Velho

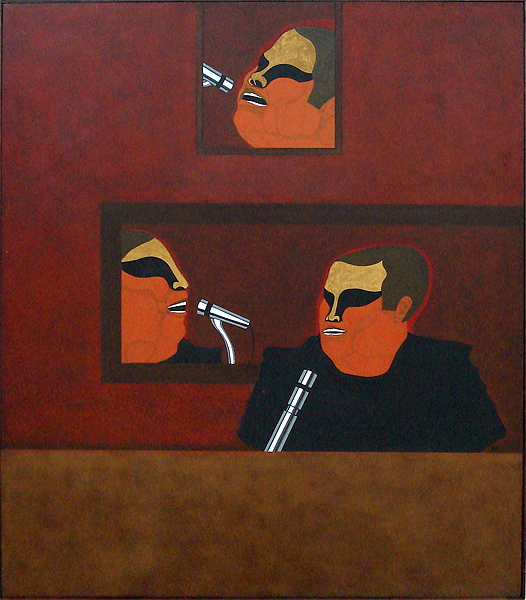
Pintura nº 2, 1977, acervo do MARGS.

Carlos Carrion de Britto Velho (Porto Alegre, 1946), mais conhecido como Britto Velho, é um pintor, gravurista e professor brasileiro.
Estudou em Paris na Gráfica Desjobert, e em Porto Alegre com Danúbio Gonçalves. Residiu em Buenos Aires e São Paulo antes de radicar-se novamente em Porto Alegre. Desde os anos 70 vem desenvolvendo ativa carreira no Brasil e no exterior, participando da Bienal de São Paulo e muitos outros eventos importantes, além de realizar inúmeras exposições individuais.
Tem obras em coleções privadas e públicas, e seu trabalho, que partiu de uma matriz pop e se desenvolveu incorporando traços do surrealismo, já foi objeto de estudo de Marilene Burtet Pieta (em A Modernidade da Pintura no Rio Grande do Sul) e de Maria Lúcia Kern, Mônica Zielinsky e Icléa Borsa Cattani (em Espaços do Corpo).